# Umbilicus rupestris
Espèce
Classification APG III (2009)

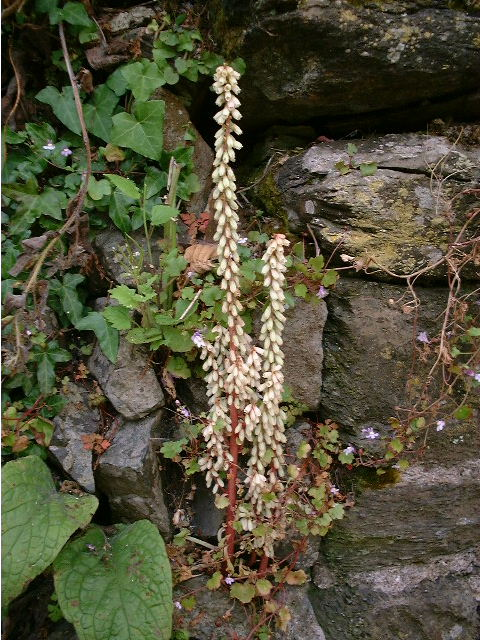
Umbilicus rupestris en fleurs dans le Devon.

Le Nombril-de-Vénus (Umbilicus rupestris), également appelé nombril ou ombilic de Vénus ou ombilic des rochers, est une espèce de plantes crassulescentes vivaces et saxicole de la famille des Crassulacées du genre Umbilicus.

## Phytonymie
Le nom scientifique d’Umbilicus (« nombril », « petit cercle ») évoque la forme des feuilles circulaires et déprimées au centre. L'épithète rupestris indique que la plante est saxicole, poussant sur les rochers (rupes en latin) et sur les murs, en position verticale.
La plante porte d'autres noms vernaculaires : carinet, cotylédon, coucoumelle, cymbalion, escudet, gobelet, oreille-d'abbé…

## Description
La partie souterraine de cette géophyte est constituée d'une souche tubéreuse subsphérique.
La plante a une longueur de (9)15-30(60) cm. Ses feuilles radicales, longuement pétiolées (4-25 cm) sont orbiculaires et peltées, possédant une dépression en forme de nombril au centre du limbe. Les feuilles de la tige, plus petites, sont linéaires lancéolées. Les fleurs hermaphrodites en forme de clochettes d'un blanc verdâtre ou jaune pâle, parfois rose, apparaissent de mai à août, sur des pédicelles le long de grappes terminales denses, l'inflorescence occupant (60)70-90 % de la tige. La pollinisation est entomogame et autogame. Les fruits verts, des capsules à graines nombreuses, mûrissent au cours de l'été. La dissémination est dyszoochore.

## Répartition et habitat
La plante se rencontre dans le sud et l'ouest de l'Europe, poussant souvent sur des murs ou dans les fissures de rocher humides et ombragées, parfois aussi dans les brèches des écorces des arbres. L'espèce atteint une altitude de 1 200 m dans le parc du Mercantour.
En Suisse, la plante se rencontre principalement dans le canton du Tessin, elle y est menacée et protégée. 

## Utilisations
Les feuilles vertes, voire les tiges, sont comestibles crues (en dehors de la saison estivale) : très tendres, elles ont un goût de concombre juteux et une texture un peu gélatineuse. Les feuilles plus âgées peuvent être légèrement acidulées à l'aube (goût dû à l'accumulation nocturne d'acide citrique, isoctrique et malique synthétisés au cours du métabolisme acide crassulacéen et à la désacidification diurne progressive). Elles peuvent être conservées dans du vinaigre à la manière des cornichons ou préparées en salade. Les inflorescences également comestibles sont amères et peu plaisantes à manger.
En Bretagne, on écrasait ses feuilles fraîches pour en extraire le suc dont on frottait avec un chiffon les poêles et crêpières pour les « graisser », évitant ainsi que la nourriture s'y attache. Cette technique était notamment utilisée pour « culotter » les poêles lorsqu'elles étaient neuves. Le nom breton de la plante, krampouezh-mouezig (crêpes musicales) fait peut-être allusion au crépitement du métal chaud lorsque la feuille est appliquée dessus.
Dédiée à la déesse Vénus à qui on réserve souvent les plantes les plus raffinées, elle entrait au Moyen Âge dans la composition des philtres d'amour.
Les feuilles ont un usage médicinal : diurétiques, cholagogues, vulnéraires ; après en avoir retiré la cuticule inférieure, on les applique sur les plaies pour les aider à cicatriser, sur les brûlures pour en calmer la douleur ou comme maturatif pour soigner abcès, furoncles et panaris. Cet usage est résumé dans l'expression de l'ethnobotaniste Pierre Lieutaghi, « un pansement tout préparé ».

## Confusion possible
Ses feuilles ressemblent un peu à l'écuelle d'eau mais ces dernières ont un limbe à bord crénelé et vivent dans des prairies humides.

## Synonymes
Umbilicus rupestris a pour synonymes :
- Cotyledon neglecta Cout.
- Cotyledon ombilicus Lam.
- Cotyledon rupestris Salisb.
- Cotyledon tuberosa Halácsy
- Cotyledon umbilicata Lam.
- Cotyledon umbilicifolia Stokes
- Cotyledon umbilicus-veneris L.
- Cotyledon umbilicus-veneris var. tuberosa L.
- Cotyliphyllum erectum Link
- Cotyliphyllum umbilicus Link
- Umbilicus aetneus Tornab.
- Umbilicus deflexus Pomel
- Umbilicus neglectus (Cout.) Rothm. & P.Silva
- Umbilicus patulus Pomel
- Umbilicus pendulinus DC.
- Umbilicus simplex K.Koch
- Umbilicus umbilicatus (Lam.) Breistr.
- Umbilicus vulgaris Batt. & Trab